# Horst Hörnlein
Horst Hörnlein (Möhrenbach, 31 maggio 1945) è un ex slittinista tedesco orientale, vincitore di una medaglia d'oro ai Giochi olimpici a Sapporo 1972. Dopo la riunificazione della Germania (1990), ha acquisito la cittadinanza tedesca.

## Biografia
Gareggiò sia nel singolo che nel doppio, esordendo in quest'ultima specialità insieme a Rolf Fuchs, ma dal 1968 fino al suo ritiro fece coppia con Reinhard Bredow, con il quale conseguì tutti i suoi più prestigiosi risultati nella specialità biposto.
Fu protagonista del primo scandalo sportivo legato al mondo dello slittino. Il fatto avvenne durante la rassegna iridata di Hammarstrand 1967, partecipando alla gara del singolo, Hörnlein fu costretto a soffermarsi al cancelletto di partenza a causa di un incidente occorso all'atleta che aveva preso il via immediatamente prima; quando ottenne il pista libera e partì si noto che si era formata una piccola pozza d'acqua dove poggiava il suo attrezzo, il direttore di gara capì quindi che i pattini erano stati riscaldati (quest'ultima pratica proibita che rende minore l'attrito delle lame sul ghiaccio) e decise di squalificarlo dalla manifestazione.
Prese parte a due edizioni dei Giochi olimpici invernali: a Grenoble 1968 giunse settimo nel singolo e quinto nel doppio ed a Sapporo 1972 vinse la medaglia d'oro nel doppio a pari merito con la coppia italiana formata da Paul Hildgartner e Walter Plaikner.
Ai campionati mondiali ottenne una medaglia d'oro, una d'argento e tre di bronzo tutte nel doppio. Nelle rassegne continentali vinse due medaglie d'oro nel doppio e una d'oro ed una di bronzo nel singolo.
Concluse la carriera agonistica dopo la vittoria nel doppio nella manifestazione iridata di casa ad Oberhof 1973 e divenne allenatore di bob, lavorando per la federazione della Germania orientale dal 1973 fino al 1990 e successivamente per quella britannica, fino ad essere nominato coordinatore per lo sviluppo della Federazione Internazionale di Bob e Skeleton, incarico da cui si dimise nel 2011.

## Palmarès

### Olimpiadi
- 1 medaglia:
  - 1 oro (doppio a Sapporo 1972).

### Mondiali
- 5 medaglie:
  - 1 oro (doppio ad Oberhof 1973);
  - 1 argento (doppio a Königssee 1969);
  - 3 bronzi (doppio a Davos 1965; doppio a Königssee 1970; doppio a Valdaora 1971).

### Europei
- 4 medaglie:
  - 3 ori (doppio ad Hammarstrand 1970; singolo ad Imst 1971; doppio a Königssee 1972);
  - 1 bronzo (singolo ad Hammarstrand 1970).